# Новоівановка (Приаргунський округ)
Новоіва́новка (рос. Новоивановка) — село у складі Приаргунського округу Забайкальського краю, Росія.
Стара назва — Рудник.

## Населення
Населення — 274 особи (2010; 340 у 2002).
Національний склад (станом на 2002 рік):
- росіяни — 95 %